# Michał (Grujić)
Michał, imię świeckie Miloš Grujić (ur. 11 sierpnia 1861 w Kraljevčanach, zm. 6 marca 1914 w Plaškach) – serbski biskup prawosławny.

## Życiorys
Był synem nauczyciela. Ukończył gimnazjum w Zagrzebiu, następnie studiował w tym samym mieście prawo. W 1886 uzyskał dyplom serbskiego seminarium duchownego w Sremskich Karlovcach. Rok później został kolejno wyświęcony na diakona i na kapłana (jako celibatariusz). Przez dwa kolejne lata był administratorem parafii w Melenčanach, następnie krótko pracował w kancelarii biskupiej w Plaškach. Przed 1890 wstąpił do monasteru Gomirje i złożył wieczyste śluby mnisze, przyjmując imię zakonne Michał. W monasterze powierzono mu obowiązki proboszcza prowadzonej przez mnichów parafii w Marindole-Bojancach i nauczyciela w cerkiewnej szkole. W 1890 został zatrudniony jako wykładowca teologii w seminarium duchownym w Sremskich Karlovcach; przed 1891 został również przełożonym monasteru Krušedol.
15 października 1891 został nominowany na biskupa górnokarlovackiego, zaś jego chirotonia biskupia odbyła się 27 grudnia tego samego roku w soborze św. Mikołaja w Sremskich Karlovcach, pod przewodnictwem patriarchy serbskiego Jerzego w asyście biskupów vršackiego Nektariusza oraz pakrackiego Mirona. Jako biskup górnokarłowicki wielokrotnie interweniował przed rządem węgierskim w obronie Serbów. Po zamordowaniu patriarchy serbskiego Lucjana w 1913 został administratorem metropolii karłowickiej. Zmarł w roku następnym w Plaškach i został pochowany w tamtejszym soborze.